# بازی: بازی عادی نیست
بازی: بازی عادی نیست (به هندی: Khel – No Ordinary Game) یا قاعده بازی فیلمی است محصول سال ۲۰۰۳ و به کارگردانی یوسف خان است. در این فیلم بازیگرانی همچون سانی دئول، سونیل شتی، سلینا جایتلی، گلشن گروور ایفای نقش کرده‌اند.
این فیلم در ایران با نام قاعده بازی دوبله و پخش شده است.